# Йозеф Крафт
Йозеф Крафт (нім. Josef Kraft; 8 лютого 1921, Відень — 16 жовтня 1994, Фюрстенфельдбрук) — німецький льотчик-ас нічної винищувальної авіації австрійського походження, гауптман люфтваффе вермахту, оберст люфтваффе бундесверу. Кавалер Лицарського хреста Залізного хреста з дубовим листям.

## Біографія
Після закінчення льотної школи направлений на службу 1-шу ескадру нічних винищувачів, потім воював у лавах 4-ї і 5-ї ескадр нічних винищувачів. В 1944 році служив в 2-й групі 6-ї ескадри нічних винищувачів. В 1945 році командував 12-ю ескадрильєю 1-ї ескадри нічних винищувачів. Всього за час бойових дій здійснив 129 бойових вильотів та збив 56 літаків, з них 44 вночі. В 1957 році вступив у ВПС ФРН. 31 березня 1980 року вийшов у відставку.

## Нагороди
- Нагрудний знак пілота
- Залізний хрест
  - 2-го класу (1 вересня 1943)
  - 1-го класу (5 листопада 1943)
- Почесний Кубок Люфтваффе (1 травня 1944)
- Німецький хрест в золоті (23 липня 1944)
- Авіаційна планка винищувача в золоті
- Лицарський хрест Залізного хреста з дубовим листям
  - лицарський хрест (30 вересня 1944) — за 44 перемоги.
  - дубове листя (№838; 17 квітня 1945) — за 56 перемог.